# Sibine didactica
Sibine didactica är en fjärilsart som beskrevs av Dyar 1927. Sibine didactica ingår i släktet Sibine och familjen snigelspinnare. Inga underarter finns listade i Catalogue of Life.